# Luxemotorschip

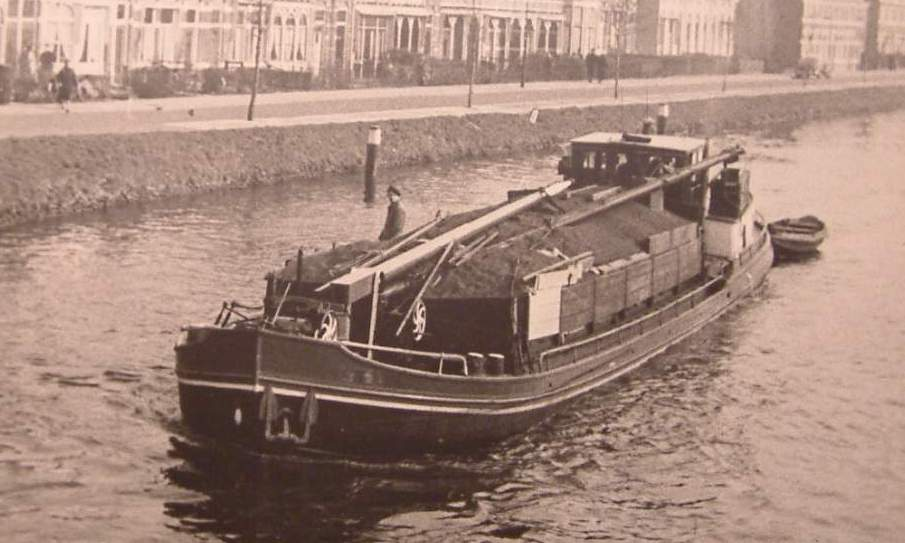
Luxemotor Zes Gebroeders

Een luxemotorschip of luxemotor is een historisch bedrijfsvaartuig. Het deed zijn intrede in de binnenvaart bij de opkomst van de verbrandingsmotor.

## Ontstaan
Vanaf ongeveer 1920 gingen schippers over op het inbouwen van voornamelijk ruwoliemotoren. Vaak waren dit gloeikopmotoren met één cilinder. Bekende merken waren in die tijd Kromhout uit Amsterdam, De Industrie uit Alphen aan den Rijn, Bolnes en Deutz AG. Een vreemde eend in de bijt was de Brons uit Appingedam, die met een verstuiverbakje werkte. De motoren van Rennes waren liggende petroleummotoren. 
Voor het plaatsen van een motor moest ruimte worden gemaakt, die er eigenlijk niet was. Om de schroef voldoende rendement te geven was een andere vorm van het schip noodzakelijk. Zeilvormen voldeden niet meer en zo werd een nieuwe scheepsvorm ontwikkeld, waarvan het achterschip aan de nieuwste inzichten was aangepast. In dat achterschip werd een soms fraai betimmerde roef ingetimmerd waarbij zelfs een zekere mate van comfort ontstond, die de schippers niet gewend waren. Samen met het kettingstuurwerk met stuurwiel gaf dit allemaal zo'n verbetering van de arbeidsomstandigheden, dat het type schip al snel de naam "luxemotor" verdiende.
Een luxemotor is in feite afgeleid van de beurtvaarder, een scheepje dat op vaste tijden en vaste routes zijn transporten deed. Het verschil is dat de Luxemotor in het lijnenspel een duidelijke "zeeg" heeft die het meer zeewaardig maakt, naast een boeg met hoog boegboord. Qua maat is zij langer en breder dan een beurtvaarder.
Beperkte zeeklasse was bestemd voor luxemotors die zwaarder waren gebouwd dan de standaard luxemotors.

## Gebruik
De schepen werden voor alle vormen van vervoer over water ingezet, als vracht- en passagiersschip en als tanker.
De eerste luxemotor was Pieternella II in 1899 in Alphen a/d Rijn bij de wed.Pannevis onder de naam Prins Hendrik der Nederlanden. Opdrachtgever was dhr. De Booy uit Zutphen. Dit schip werd speciaal gebouwd voor het Apeldoorns Kanaal. Het had dubbele kattensporen in T-vorm, zeer brede gangboorden van 75 cm, met een zwaar berghout en houten roefdek. De lengte bedroeg 27,5 meter, de breedte 5,55 m en de diepgang 1,78 meter. Bij de bouw was de Pr.Hendrik uitgerust met een zijzwaard en een fok.

## Bouw
De algemene kenmerken van luxemotors zijn:
- Scherpe boeg.
- Duidelijke zeeg.
- Geveegd achterschip.
- Roef achter de stuurhut.
- Theehut vaak toegepast voor de stuurhut.
- Slaapvertrek in vooronderruimte.
- Oorspronkelijk met stokanker en klipanker uitgevoerd (1925).
- Vaste motor ingebouwd vanaf nieuwbouw.
- De gangboorden waren uitgevoerd met boeisel en  later vaak aangepast, verhoogd voor meer laadvermogen.
- Mastwerk voor laden en lossen.